# Park-Gletscher (Mount Baker)
Der Park-Gletscher (englisch Park Glacier) liegt an den Nordosthängen des Mount Baker in den North Cascades im US-Bundesstaat Washington. Der Park-Gletscher fließt bis auf 6.200 ft (1.890 m) zu den Park Cliffs entlang seiner Ostgrenze herab, während die Nordzunge des Gletschers bis auf fast 4.500 ft (1.372 m) herabfließt und damit unterhalb der Park Cliffs und der Lava Divide endet. In der Mitte seines Verlaufs ist der Park-Gletscher mit dem Rainbow-Gletscher im Norden und mit dem Boulder-Gletscher im Süden verbunden.